# Streetball

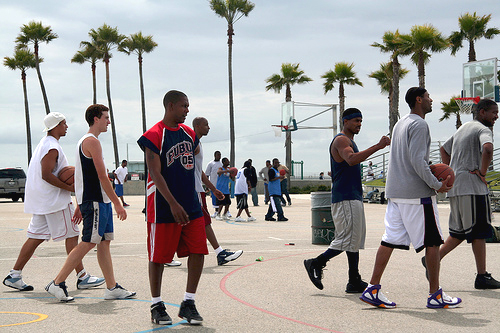
Streetball în California

Streetball-ul este un sport modern, varianta „de stradă” a baschetului. Regulile sunt la fel ca cele ale baschetului, însă nu sunt neapărat obligatorii. Cei care joacă decid înainte de începerea jocului regulile și miza. Mișcările din streetball sunt cunoscute ca „freestyle”.

## Curte de streetball
Fiecare curte trebuie să îndeplinească următoarele cerințe:
1. Aveți o suprafață plană, acoperită cu asfalt sau alt material adecvat jocului.
2. Să fie indicate marcajele cu vopseaua albă în conformitate cu schema.

## Streetball ca sport olimpic
Conducerea FIBA a sugerat includerea unui baschet 3x3 în programul Olimpiadei de vară din 2016, deoarece competițiile de stradă au avut loc cu succes la Jocurile Olimpice de Tineret din 2010 din Singapore.
Pe 9 iunie 2017, FIBA a inclus un baschet de 3x3 în programul Jocurilor Olimpice de Vară 2020. Turneul va cuprinde 8 echipe de bărbați și 8 femei, cu o cerere de 4 persoane, 2 seturi de premii (bărbați și femei).